# Alberto Losada
Alberto Losada Alguacil, född 28 februari 1982 i Barcelona, är en professionell spansk tävlingscyklist. Han tävlar sedan säsongen 2007 för det spanska UCI ProTour-stallet Caisse d'Epargne.

## Amatörkarriär
Under 2004 slutade Alberto Losada trea på den första etappan av den spanska tävlingen Vuelta a Cantabria, en tävling där han också slutade på tredje plats i slutställningen bakom spanjorerna Antonio López och Iker Leonet Iza.

## Professionell karriär
Efter säsongen 2005 blev Alberto Losada kontrakterad av Kaiku. Under sitt första år som professionell slutade han tvåa i Escalada a Montjuich efter Euskaltel-Euskadis Igor Anton.
När säsongen 2007 startade var Losada kontrakterad av Caisse d'Epargne. Redan under sitt första år fick han köra sin första Grand Tour-tävling och fick cykla Giro d'Italia. Han slutade på 60:e plats i tävlingen.
Under säsongen 2008 fick han köra Vuelta a España och slutade där på 24:e plats i slutställningen. I början av året slutade han på fjärde plats i Mallorca Challenge bakom Philippe Gilbert, Aitor Perez och Haimar Zubeldia. På Ruta del Sol samma år slutade han på sjätte plats bakom Pablo Lastras, Clément Lhotellerie, Cadel Evans, Mikel Astarloza och Juan Manuel Garate.
Alberto Losada slutade på åttonde plats på prologen av Vuelta Chihuahua Internacional bakom Michael Rasmussen, Daniel Moreno, Oscar Sevilla, Francisco Mancebo, Gregorio Ladino, Jesus Del Nero och Ezequiel Mosquera. Han slutade på tionde plats i tävlingens slutställning.

## Stall
- 2006 Kaiku
- 2007- Caisse d'Epargne